# Stara Pinakoteka
Stara Pinakoteka (niem. Alte Pinakothek) – muzeum sztuki w Monachium. 
Mieści się w neorenesansowym budynku zaprojektowanym przez Leo von Klenzego. Kolekcja, której historia zaczyna się już w XVI wieku, zawiera dzieła malarstwa niemieckiego, holenderskiego, flamandzkiego, francuskiego, włoskiego i hiszpańskiego od wieków średnich po rokoko. 
Muzeum zostało częściowo zbombardowane podczas II wojny światowej. Zostało zrekonstruowane w 1957 roku według projektu Hansa Döllgasta.
Stała ekspozycja przedstawia obrazy m.in. takich twórców jak Hieronim Bosch, Sandro Botticelli, Pieter Bruegel, Canaletto, Albrecht Dürer, El Greco, Leonardo da Vinci, Rafael Santi, Rembrandt, Peter Paul Rubens, Tycjan, Diego Velázquez.